# Many a Mile
Many a Mile è il secondo album di Buffy Sainte-Marie, pubblicato dalla Vanguard Records nel 1965. 

## Tracce
Lato A
1. Must I Go Bound – 2:36 (Brano tradizionale, arrangiamento di Buffy Sainte-Marie)
2. Los pescadores – 2:01 (Buffy Sainte-Marie)
3. Groundhog – 2:13 (Brano tradizionale, arrangiamento di Buffy Sainte-Marie)
4. On the Banks of Red Roses – 2:36 (Brano tradizionale, arrangiamento di Buffy Sainte-Marie)
5. Fixin' to Die – 2:29 (Bukka White)
6. Until It's Time for You to Go – 2:27 (Buffy Sainte-Marie)
7. The Piney Wood Hills – 3:40 (Buffy Sainte-Marie)

Lato B
1. Welcome Welcome Emigrante – 2:12 (Buffy Sainte-Marie)
2. Broke-Down Girl – 2:00 (Buffy Sainte-Marie)
3. Johnny Be Fair – 1:44 (Buffy Sainte-Marie)
4. Maple Sugar Boy – 1:42 (Buffy Sainte-Marie)
5. Lazarus – 2:56 (Brano tradizionale, arrangiamento di Buffy Sainte-Marie)
6. Come All Ye Fair and Tender Girls – 4:48 (Brano tradizionale, arrangiamento di Buffy Sainte-Marie)
7. Many a Mile – 2:42 (Patrick Sky)

## Musicisti
- Buffy Sainte-Marie - chitarra, voce
- Russ Savakus - basso
- Daddy Bones - chitarra (brano: The Piney Wood Hills)
- Patrick Sky - chitarra (brano: Many a Mile)[3]